# Di fronte all'ignoto
The Rim of the Unknown è un'antologia di racconti fantascientifici del 1972 dello scrittore statunitense Frank Belknap Long.
In Italia l'antologia è stata pubblicata da Arnoldo Mondadori Editore nella collana fantascientifica Urania in due parti, dal titolo Di fronte all'ignoto (n. 1250 del 5 febbraio 1995) ed È bello essere marziani (n. 1261 del 9 luglio 1995).

## Racconti

### Di fronte all'ignoto
- L'intelligenza spiraliforme (The Spiral Intelligence)
- Il mondo di Wulkins (The World of Wulkins)
- L'uomo dalle mille gambe (Man with a Thousand Legs)
- Testa d'uovo fa un bel capitombolo (Humpty Dumpty - Great Fall)
- Un ospite in casa (Guest in the House)
- La trappola (The Trap)
- La casa del vento nascente (House of the Rising Winds)
- Il signor Caxton disegna un uccello marziano (Mr. Caxton Draws a Martian Bird)

### È bello essere marziani
- Testa riccia (Fuzzy Head)
- Le creature (The Critters)
- La casetta (The Cottage)
- L'uomo venuto dal tempo (The Man from Future)
- Coni (Cones)
- Un uomo distinto (Man of Distinction)
- Il grande freddo (The Great Cold)
- Gloria verde (Green Glory)
- Gli ultimi uomini (The Last Men)
- Anteprima (Preview)
- Lezione di sopravvivenza (Lesson in Survival)
- È bello essere marziani (Good to Be a Martian)
- Ladruncoli (Filch)
- Piccoli uomini nello spazio (Little Men of Space)
- Gli occhiali (The Spectacles)